# My Little Pony: Еквестрійські дівчата — Райдужний рок
Еквестрійські дівчата — Райдужний рок (англ. My Little Pony: Equestria Girls — Rainbow Rocks) — це анімаційний фентезі-музичний фільм, заснований на лінійці іграшок Hasbro Equestria Girls та медіа-франшизі, який є спін-оффом перезапуску 2010 року «My Little Pony». Режисерами фільму виступили Джейсон Тіссен та Іші Руделл, а сценарій написала Меґан Маккарті. Мультфільм був спродюсований студією 2D-анімації «DHX Media». Прем’єра фільму відбулася в США і Канаді 27 вересня 2014 року, за якою послідувала трансляція на «Discovery Family», спільному підприємстві Discovery, Inc. та Hasbro, 17 жовтня 2014 року.

## Сюжет
Колишня хуліганка Кантерлотської середньої школи та учениця принцеси Селестії Сансет Шиммер, яка виправилася після поразки магією корони Твайлайт Спаркл, піддається остракізму більшістю школи, незважаючи на її зусилля спокутувати провину. Єдині її друзі — це Рейнбоу Деш, Еплджек, Пінкі Пай, Флаттершай та Реріті, які створили рок-гурт під назвою «Рейнбумс» для участі в майбутній шкільній музичній виставі. П’ятеро дівчат виявляють, що магія, яка залишилася від корони Твайлайт, дала їм можливість відрощувати вуха, хвости та крила, як у поні, коли вони грають на своїх інструментах.
Сподіваючись справити нове враження, Сансет проводить екскурсію по школі для трьох нових учениць — Адажіо, Арії, Сонати — і повідомляє їм про презентацію, не підозрюючи, що вони мають магічні здібності. Називаючи себе «Дазлінґс», тріо виконує пісню, яка робить інших студентів агресивними та суперниками один з одним, переконуючи їх перетворити шоу на битву гуртів. Сансет Шиммер та її друзі захищені від пісні своєю магією, але не можуть переконати директорку Селестію та завуча Луну, що всі в небезпеці. Сансет згадує про чарівну книгу принцеси Селестії, її наставниці з Еквестрії, яку вона використовує, щоб надіслати повідомлення з проханням про допомогу Твайлайт.
Отримавши повідомлення Сансет, Твайлайт приходить до висновку, що Дазлінґс — це сирени вигнані з Еквестрії, які харчуються негативними емоціями, щоб підживлювати свої співочі здібності для досягнення своєї мети — завоювання світу. Твайлайт використовує магію книги, щоб повторно активувати портал, який дозволяє їй і Спайку повернутися до паралельного світу. Твайлайт та дівчата намагаються зняти закляття сирен, але все марно. Дійшовши до висновку, що вони мають виконати музичне контрзаклинання, дівчата вступають у битву гуртів, щоб дати Твайлайт час на завершення заклинання. Протягом усього конкурсу Рейнбумс стикаються з ворожістю та саботажем з боку інших гуртів, що спричиняє напруженість між ними.
Зневірившись виграти час у півфінальному раунді проти гурту Тріксі, Рейнбоу Деш виконує егоїстичну пісню, щоб замінити контрзаклинання, і через незнання мало не трансформується. Сансет імпульсивно псує її виступ, щоб перешкодити їй розкрити план сирен, що злить дівчат. Сирени втручаються, щоб у будь-якому випадку дозволити Рейнбумс вийти у фінальний раунд, що спонукає ревниву Тріксі заманити Рейнбумс у пастку під сценою, щоб зайняти їхнє місце. Дівчатка вступають у суперечку з п'яти сторін (Реріті проти Еплджек, яка не дбає про свої ідеї костюмів для гурту, Флаттершай проти Рейнбоу Деш, яка взяла на себе всю відповідальність за гурт і не грає пісні, які вона написала, і Пінкі Пай через те, що вона у гурті), дозволяючи сиренам поглинати їхню магію. Розуміючи, що їхні постійні сварки заважають контрзаклинанню, Сансет переконує дівчат розв'язати свої розбіжності, тоді як Твайлайт вважає, що, граючи разом як друзі, контрзаклинання спрацює.
Спайк рятує дівчат за допомогою діджея Пон-3, музика в навушниках якої захищає її від чар сирен. Діджей Пон-3 надає звукову систему, яку Рейнбумс використовують для залучення сирен до музичної битви.  Переможені сиренами, до Рейнбумса приєднується Сансет, і за її допомогою Рейнбумс знищують амулети сирен, джерела їхньої сили, внаслідок чого сирен освистують за лаштунками.  Після цього Твайлайт та Спайк повертаються до Еквестрії, а Сансет використовує книгу Селестії, щоб залишатися на зв'язку з Твайлайт Спаркл.
Під час титрів видно, що Сансет Шиммер тепер прийнята рештою школи.  У сцені після титрів також показано версію Твайлайт зі світу людей, яка досліджує дивну магічну активність навколо Кантерлотської школи.

## Український дубляж
Мультфільм перекладено та озвучено студією «Майстер-Відео» на замовлення телеканалу «ПЛЮСПЛЮС» у 2014 році.
Ролі дублювали:
- Наталя Романько-Кисельова — диктор, Твайлайт Спаркл, Пінкі Пай, Флатершай, Соната, інші
- Анастасія Жарнікова-Зіновенко — Рейнбоу Деш, Еплджек, Реріті, Спайк, Принцеса Луна/Завуч Луна, Арія, інші
- Валентина Сова — Сансет Шиммер, Адажіо, Принцеса Селестія/Директорка Селестія, інші
- Ярослав Чорненький — Флеш Сентрі, Великий Макінтош, інші